# Dinastía Shaddádida
Los Shaddádidas fueron una dinastía musulmana de origen kurdo que gobernó en varias partes de Armenia y Arran de 951 a 1174. Estaban establecidos en Dvin. Durante el tiempo que permanecieron en Armenia entablaron a menudo relaciones matrimoniales con la dinastía Bagratuni.
Comenzaron gobernando la ciudad de Dvin, y finalmente gobernaron otras ciudades importantes, como Barda y Ganyá. Una línea menor de los Shaddádidas recibió las ciudades de Ani y Tbilisi como recompensa por su servicio a los Selyúcidas, de quienes se convirtieron en vasallos. De 1047 a 1057, los Shaddádidas estuvieron implicados en varias guerras contra los bizantinos. La zona entre los ríos Kurá y Araxes estuvo gobernada por una dinastía shaddádida.

## Historia

### Shaddádidas de Ganyá
En 951, Muhammad se estableció en Dvin. Incapaz de retener Dvin contra los ataques saláridas, huyó al reino armenio de Vaspurakan. Su hijo, Lashkari I, acabó con la influencia salárida en Arran al tomar Ganyá en 971. Posteriormente, penetró en Transcaucasia, llegando hasta Shamkor en el norte y hasta Barda al este. El reinado de su hermano, Marzuban, también duró unos pocos años.
El tercer hijo de Muhammad, Fadl I, expandió su territorio durante su largo reinado largo. Conquistó Dvin a los Armenios en 1022, y logró ciertos éxitos en sus campañas contra ellos. Atacó también a los Jázaros en 1030, mientras conservaba parte de Azerbaiyán. Más tarde ese mismo año, mientras regresaba de una campaña exitosa en Georgia, su ejército se encontró con los ejércitos georgiano y armenio y sufrió una derrota decisiva. Tras esta derrota, la región entera se sumió en el caos, con el Imperio bizantino presionando a los armenios y los Selyúcidas aumentando su influencia sobre Azerbaiyán tras un ataque selyúcida sobre Dvin.
Abu'l-Fath Musa sucedió a Fadl I en 1031, y reinó hasta ser asesinado por su hijo y sucesor Lashkari II en 1034. El poeta Qatran Tabrizi alabó a Lashkari II por su victoria sobre los príncipes armenios y georgianos durante su estancia en Ganja. Lashkari II gobernó Arran durante quince años en lo que es descrito por el historiador Otomano Münejjim Bashi como un reinado problemático. A su muerte en 1049, Anushirvan le sucedió, pero era aún menor de edad, y el poder real recayó en el chambelán (háyib) Abu Mansur, que sirvió como regente.
El régimen nuevo se encontró con la inmediata oposición de una gran facción. Münejjim Bashi, resumiendo una crónica local ahora perdida, informa que esto era porque Abu Mansur accedió inmediatamente a entregar varias fortalezas fronterizas a Kajetios, Georgianos y Bizantinos, para poner freno a su codicia por Arran. Esta decisión provocó que los hombres principales se rebelaran bajo la jefatura de al-Haytham, de Shamkor. Según Vladímir Minorski, este movimiento representó una revuelta de los notables de la ciudad notables contra la casta burocrática. Abu Mansur, que residía entonces en Shamkor, intentó arrestar a al-Haytham, pero al-Haytham y sus ghilman (criados) "dibujó sus dagas" y se pronunciaron a favor del tío abuelo de Anushirvan Abu'l-Aswar Shavur, gobernante de Dvin.
Abu'l-Aswar ocupó Shamkor, resolvió la compleja situación, y estableció su residencia en la capital, Ganyá. Arrestó a Anushirvan, cuyo reinado acabó abruptamente después de dos meses, así como a Abu Mansur y sus parientes. El largo reinado de Abu'l-Aswar (1049–67) probaría para ser el cénit de la dinastía.  Fue el último emir shaddádida independiente, cuando Tughril llegó a Ganyá y reclamó su vasallaje.
En julio de 1068, el hijo de Abu'l-Aswar Shavur, Fadl II invadió Georgia con 33 000 hombres y asoló sus campos. Bagrat IV de Georgia le derrotó y forzó a las tropas shaddadidas a huir. En su paso por Kakheti, Fadl fue hecho prisionero por el gobernante local Aghsartan. A cambio de la concesión de varias fortalezas en el río Iori Río, Bagrat rescató a Fadl y recibió de él la entrega de Tbilisi donde instauró a un emir local como vasallo.
Durante el cautiverio de Al-Fadl II, su hermano mayor Ashot gobernó Arran durante ocho meses (agosto de 1068 – abril de 1069), acuñando incluso monedas con su nombre y el de su señor, el sultán selyúcida Alp Arslan. En 1075 Alp Arslan anexionó el último de los territorios shaddádidas. Una rama cadete de la dinastía continuó gobernando en Ani y Tbilisi como vasallos de los Selyúcidas hasta 1175, cuándo Málik Shah I depuso a Fadl III.
En 1085, Fadl III instigó una revuelta y obtuvo la posesión Ganyá. Málik Shah lanzó una campaña en 1086 y expulsó nuevamente a Fadl. Una línea colateral de shaddádidas, a través de Manuchihr, continuó gobernando en Ani.

### Shaddádidas de Ani
En 1072, los Selyúcidas vendieron Ani al emir shaddádida de Manuchihr. Manuchihr reparó y amplió las murallas de Ani. Los Shaddádidas generalmente desarrollaron una política conciliadora hacia la población armenia y cristiana de la ciudad y se casaron con miembros de la nobleza Bagratuni.
Un hijo y sucesor de Manuchihr, Abu'l-Aswar fue acusado por el historiador armenio contemporáneo Vardan Areveltsi de perseguir cristianos e intentar vender Ani al emir de Kars. Su gobierno fue terminado por David IV de Georgia, a quien Ani se rindió sin lucha en 1124. Abu'l-Aswar Shavur acabó sus días como cautivo de los Georgianos, mientras Ani fue entregada por David IV a su general, Abuleti. El hijo de Abu'l-Aswar Shavur, Fadl IV sería capaz de restablecer el gobierno shaddádida en Ani en 1125.
En 1130 Georgia fue atacada por el Sultán de Ahlat, el Shah-Armen Sökmen II (1128-1183). Esta guerra comenzó por el paso de Ani a las manos de los Georgianos; Demetrio I tuvo que comprometerse y entregar Ani a Fadl IV en términos de vasallaje e inviolabilidad de las iglesias cristianas. Fadl extendido su dominio a Dvin y Ganyá, pero no fue capaz de mantener estas ciudades. Fue asesinado por sus cortesanos tras la conquista de Dvin por el emir turco Qurti c. 1030. Sus hermanos, Mahmud y Khushchikr, gobernaron brevemente en rápida sucesión hasta que el emirato fue conquistado por el sobrino de Fadl, Fakr al-Din Shaddad.
En 1139, Demetrio asaltó la ciudad de Ganja en Arran. Llevó la puerta de hierro de la ciudad vencida a Georgia y la entregó al monasterio de Gelati en Kutaisi. A pesar de esta brillante victoria, Demetrio solo pudo conservar Ganja sólo unos cuantos años. En respuesta, el sultán de los Eldigúzidas atacó Ganyá varias veces, y recuperó otra vez la ciudad en 1143, nombrando un emir para que la gobernara.
Fakr al-Din Shaddad pidió la mano de la hija de Saltuk II, sin embargo fue rechazado por Saltuk. Esto causó una aversión profunda en Shaddad hacia Saltuk. En 1154 planeó un complot y formó una alianza secreta con Demetrio I. Mientras un ejército georgiano esperaba emboscado, él ofreció un tributo a los saltúkidas, gobernante de Erzerum y les pidió ser aceptado como vasallo. En 1153-1154, Emir Saltuk II marchó sobre Ani, pero Shaddad informó a su suzerano, el Rey de Georgia. Demetrio marchó sobre Ani, venció y caputró al emir. A petición de gobernantes musulmanes vecinos, le liberó a cambio de un rescate de 100 000 dinares, pagados por los yernos de Saltuk y Saltuk juró no luchar contra los Georgianos a su regreso.
En 1156, la población cristiana de Ani se rebeló contra el emir Fakr al-Din Shaddad, y entregó la ciudad a su hermano Fadl V. Pero Fadl, aparentemente tampoco  podía satisfacer a los habitantes de Ani, y esta vez la ciudad fue ofrecida a Jorge III de Georgia, que aprovechó esta oferta y sometió Ani, nombrando a su general Ivane Orbeli como gobernante en 1161. Una coalición de gobernantes musulmanas dirigida por Shams al-Din Eldiguz, gobernante de Adarbadagan y algunas otras regiones, inició una campaña contra Georgia a comienzos de 1163. Se le unió el Shah-Armen Sökmen II, Ak-Sunkur, gobernante de Maragha, y otros. Con un ejército de 50 000 hombres marcharon sobre Georgia y derrotaron al ejército georgiano. Jorge III no tuvo otra opción que firmar la paz.
Eldiguz, un resurgente atabeg de Azerbaiyán entregó la ciudad a Shahanshah en términos de vasallaje. Los Shaddadidas, gobernaron la ciudad durante aproximadamente 10 años, pero en 1174 el rey Jorge tomó al Shahanshah como prisionero y ocupó Ani una vez más. Ivane Orbeli, fue nombrado gobernador de la ciudad. En 1175 las provincias del sur de Georgia fueron invadidas nuevamente por una coalición musulmana. Esto marcó el comienzo de otra larga lucha por Ani. Las crónicas no permiten una reconstrucción coherente de esta contienda, pero podemos asumir que la ciudad y la región cambiaron frecuentemente de mano. Los Georgianos capturaron Ani cuatro veces entre 1124 y 1199: en 1124, 1161, 1174 y 1199. Las primeras tres veces fue recuperada por los Shaddádidas. En el año 1199, la Reina Tamar de Georgia capturó Ani, y entregó la ciudad en propiedad a sus leales súbditos de la familia armenio-georgiana de los Mkhargrzeli.

## Gobernantes shaddádidas

### Emires en Dvin y Ganyá
- Muhammad (951–54)
- Lashkari I (971–78)
- Marzuban (978–85)
- Fadl I (985–1031)
- Abu'l-Fath Musa (1031–34)
- Lashkari II (1034–49)
- Anushirvan (1049)
- Abu'l-Aswar Shavur I (1049–67)
- Fadl II (1067–73)
- Ashot (1068–69)
- Fadl III (1073–75)

### Emires en Ani

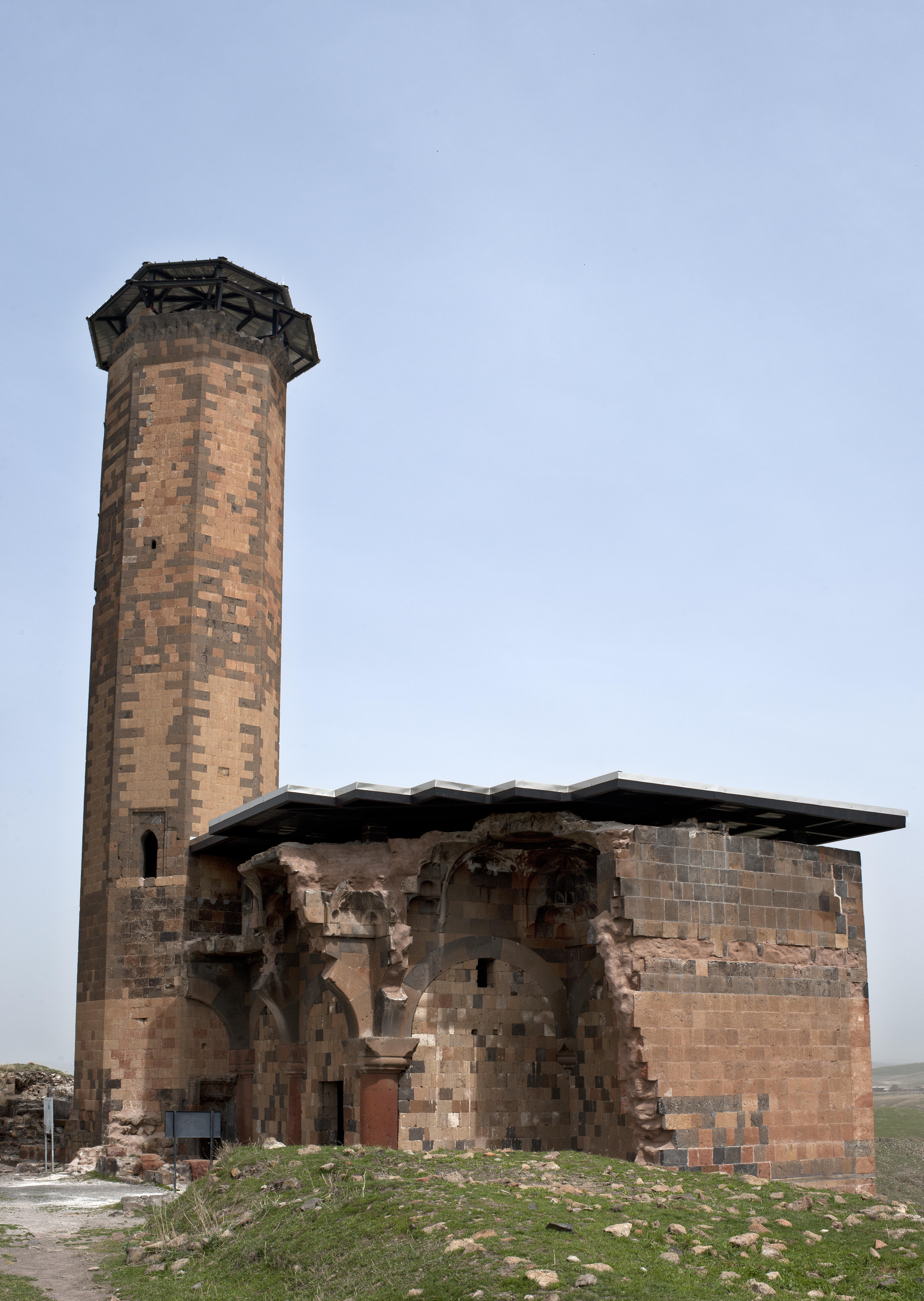
Las ruinas de la mezquita de Manuchihr construida en el siglo XI

- Manuchihr (1072–1118)
- Abu'l-Aswar Shavur II (1118–24)
- Fadl IV (1125–?)
- Mahmud (?–1131)
- Khushchikr (1131–?)
- Fakr al-Din Shaddad (?–1155)
- Fadl V (1155–61)
- Shahanshah (1164–74)
- Sultan ibn Mahmud (?–ca. 1198/9)